# ويليام كامبل (سياسي)
ويليام كامبل (بالإنجليزية: William Campbell)‏ هو سياسي أمريكي، ولد في 24 يوليو 1935، وتوفي في 22 مارس 2015. حزبياً، نشط في الحزب الجمهوري. وقد انتخب عضو مجلس ولاية كاليفورنيا.